# Malarstwo olejne

Mona Lisa

Malarstwo olejne – technika malarska, posługująca się farbami olejnymi.
Technika ta polega na pokrywaniu naprężonego i zagruntowanego płótna, gładkiej deski lub innego podobrazia farbami, składającymi się z oleju lnianego (lub rzadziej innych roślinnych olejów schnących, np. konopnych, makowych) i odpowiednich pigmentów. Technika olejna może być również wykorzystana w malarstwie naściennym. Sporadycznie stosowany był też wosk, który pełnił funkcję stabilizatora spowalniającego oddzielanie się oleju lnianego od pigmentów.
Malarstwo olejne ma bardzo dużą swobodę w doborze i mieszaniu barw, uzyskiwaniu efektu matu lub połysku. Z łatwością tworzą się efekty półprzezroczystości, przenikania barw oraz złożone faktury jak również impasty. Po opanowaniu podstaw warsztatu jest stosunkowo łatwą i wdzięczną techniką. Umożliwia ona wielokrotne retuszowanie przez nakładanie kolejnych warstw farby na obraz. Obrazy olejne cechuje też duża trwałość. Do cech charakterystycznych zabytków malarstwa olejnego należy ich żółknięcie, zwłaszcza w zaciemnionych pomieszczeniach.

## Historia malarstwa olejnego
Pierwsze świadectwo wykorzystania techniki olejnej w malarstwie pochodzą z czasów starożytnych. W średniowieczu technika olejna wykorzystywana była rzadko. W XV wieku w Niderlandach technika zaczęła stopniowo zyskiwać popularność, a następnie zaczęto ją stosować w innych częściach Europy. Zasadniczo receptura produkowania farb nie uległa zmianie przez ponad 300 lat, aż do początków XX wieku. Pierwszą ważną zmianą było rozpoczęcie „pakowania” w tuby ołowiano-cynowe (co umożliwiło bezproblemowe przenoszenie farb w plener – to rozwiązanie technologiczne znacząco wpłynęło na rozwój impresjonizmu), a następnie aluminiowe. W toku dalszego rozwoju w celu zmniejszenia ceny farb stopniowo zastąpiono większość pigmentów naturalnych pigmentami syntetycznymi (proces ten zapoczątkowano w XIX wieku, a zakończono w latach 50. XX wieku). Pod koniec XX wieku dokonano przełomu technologicznego, tworząc farby olejne wodorozcieńczalne.

## Techniki malarstwa olejnego
Istnieją (nie licząc technik eksperymentalnych) zasadniczo dwie podstawowe techniki malarstwa olejnego:
- klasyczna[1] (warstwowa, laserunkowa) rozwijana od XV/XVI wieku[1] jako naturalne następstwo technik temperowych. Polega na nakładaniu na barwną zaprawę (podkład, grunt) cienkiej, monochromatycznej podmalówki temperowej lub olejnej, następnie tzw. imprimitury (warstwy barwnego werniksu lub szelaku), a następnie kilku lub kilkunastu warstw półkryjących lub przezroczystych (laserunkowych) farb olejnych albo olejno-żywicznych (z dodatkiem naturalnych żywic lub balsamów). Obrazy malowane tą techniką mają wyjątkowo wyrafinowaną kolorystykę i niezwykłą głębię kolorów.
- alla prima[1] („od pierwszego razu”), rozwijana od XVIII wieku[1], polega na realizacji zamysłu twórczego przez położenie jednej, nieraz bardzo grubej i modelowanej ruchem twardego pędzla ew. szpachli (impasto) warstwy kryjących farb olejnych, mieszanych czasem bezpośrednio na obrazie. Odmianą tej techniki jest pointylizm (stworzony przez Georges’a Seurata, stosowany przez postimpresjonistów).

W XIX i XX w. wraz z ogromną różnorodnością powstających stylów i kierunków malarskich wykształciły się „swobodne” techniki malarstwa olejnego alla prima, z użyciem różnorakich, czasem przypadkowych narzędzi (np. rower – Jackson Pollock) i „niemalarskich” materiałów.

## Współczesne farby olejne
Jak wykazały badania prowadzone na Uniwersytecie Ca’ Foscari, farby olejne, wybrane z każdej półki cenowej, zawierają organiczne i nieorganiczne dodatki, mające negatywny wpływ, zarówno na pigmenty, jak i proces wysychania farb. Dodatki wykryte w farbach, poddanych analizie spektrograficznej to: stearyniany (utrata objętości farby podczas wysychania), wosk rycynowy (castor wax), wosk pszczeli (nigdy nie schnie), olej krokoszowy i makowy (farba nie wysycha przy braku promieni UV, nie tworzy się linoksyd, chłonie wodę). Odkryta została także obecność nieorganicznych wypełniaczy: gipsu, krzemionki, kaolinu oraz węglanu wapnia zwanego kredą - pogarsza jakość farby, aczkolwiek stosowany od zawsze, reaguje z kwasami, chroniąc pigment
Podczas analizy jednej tylko serii studyjnych farb angielskich, stwierdzono obecność: kaolinu, krzemionki, siarczanu baru, wosku pszczelego, soli cyrkonu i kobaltu, stearynianu glinu, węglanu magnezu oraz wapnia, a także obecność innych niż lniany olei, krokoszowego, makowego i być może słonecznikowego. Seria holenderskich farb premium zawierała: kaolin, węglan wapnia, wosk rycynowy(castor wax), W farbach innego holenderskiego producenta w serii Artists Quality ze średniego segmentu znaleziono: stearynian glinu i węglan wapnia
W badaniach zauważa się, że najbardziej degradujący wpływ na powłokę malarską mają wosk rycynowy i stearyniany. W literaturze anglojęzycznej - metal soaps.